# Бялоленка (Нижньосілезьке воєводство)
Бялоленка (пол. Białołęka, нім. Weißholz) — село в Польщі, у гміні Пенцлав Ґлоґовського повіту Нижньосілезького воєводства.
Населення — 337 осіб (2011).
У 1975-1998 роках село належало до Легницького воєводства.

## Демографія
Демографічна структура станом на 31 березня 2011 року:
|          | Загалом | Допрацездатний вік | Працездатний вік | Постпрацездатний вік |
| -------- | ------- | ------------------ | ---------------- | -------------------- |
| Чоловіки | 178     | 36                 | 128              | 14                   |
| Жінки    | 159     | 37                 | 97               | 25                   |
| Разом    | 337     | 73                 | 225              | 39                   |